# Hura crepitans
Hura crepitans (sinònim Hura brasiliensis Wild.), és un arbre de fulla persistent dins la família euforbiàcia que és natiu de les regions tropicals d'Amèrica del Nord i d'Amèrica del Sud a la Selva de l'Amazones. És molt espinós. Pot arribar a fer 60 m d'alçada, i les seves fulles ovades poden fer 60 cm d'ample. És un arbre de sexualitat monoica. Les flors són vermelles i sense pètals. El fruit és una gran càpsula amb dehiscència explosiva llençant les llavors potser fins a 100 metres lluny fent un gran soroll, d'on li ve el nom científic de crepitans.
Prefereix sòls humits i ombra parcial. La seva saba tòxica s'ha fet servir per pescar i enverinar sagetes
.
La fusta es fa servir en ebenisteria sota el nom d'"hura".
Hura crepitans és un additiu per a algunes formes de la beguda al·lucinògena anomenada Ayahuasca.

## Galeria

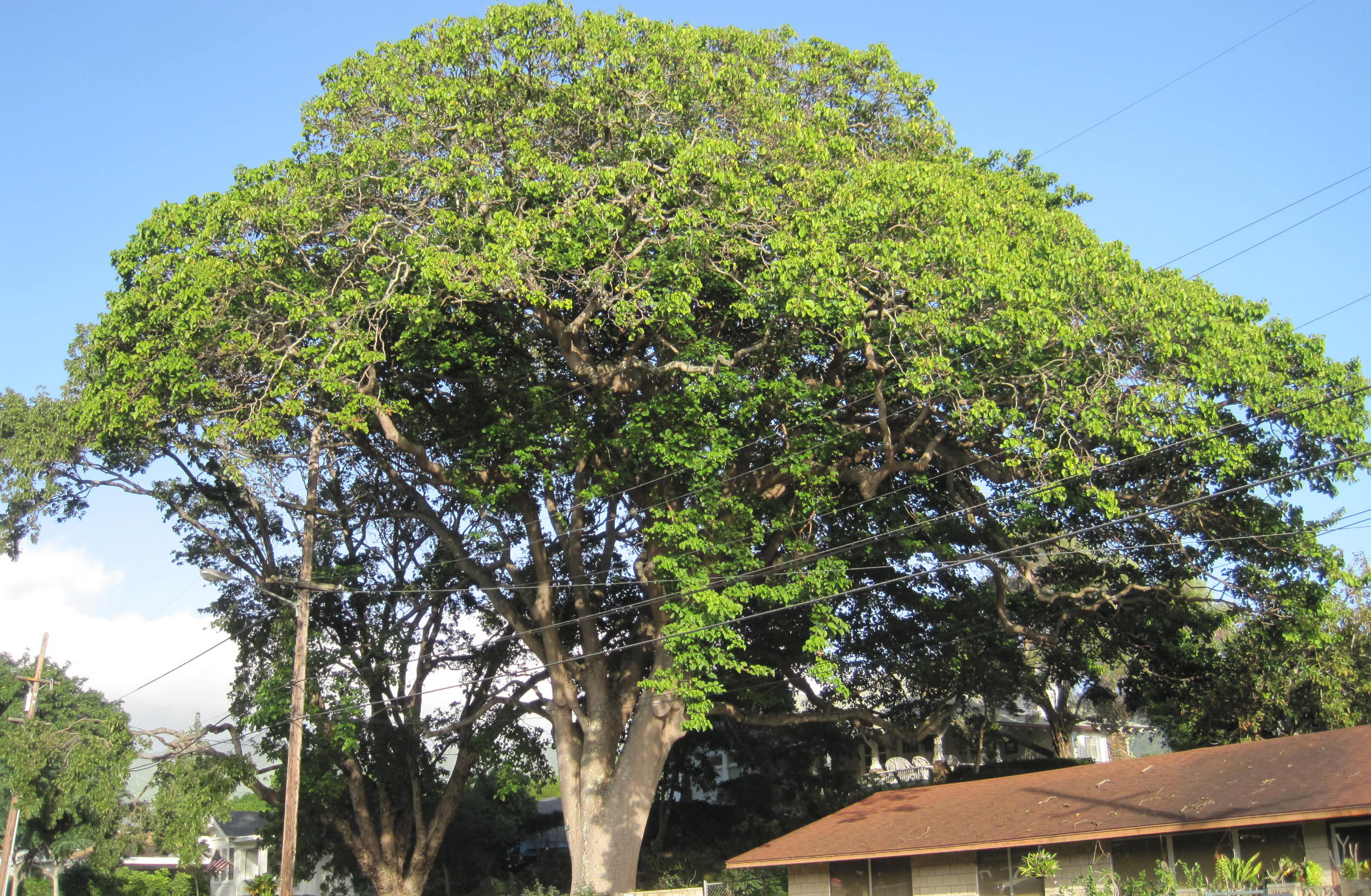
A Honolulu
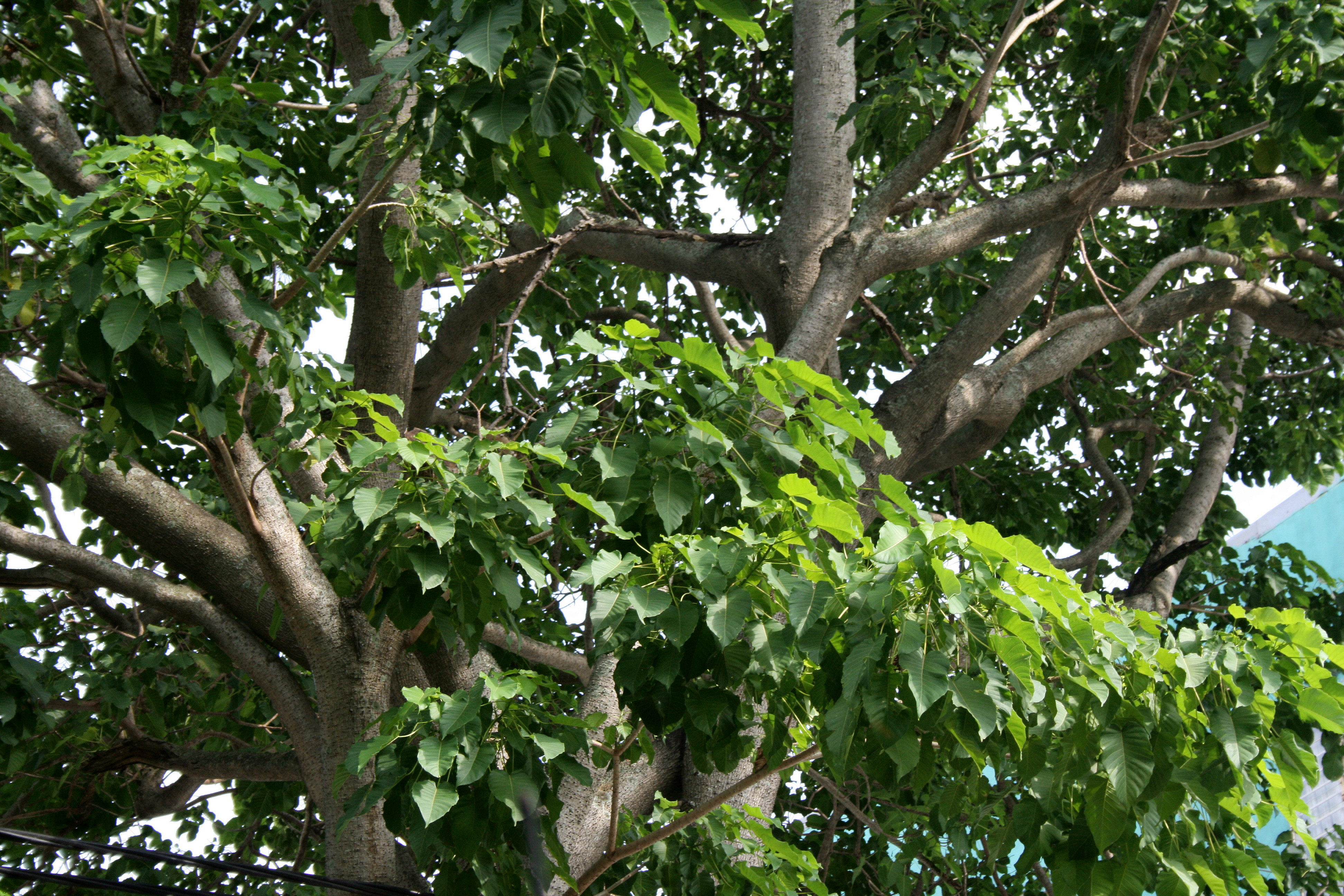
Hura crepitans a Vietnam
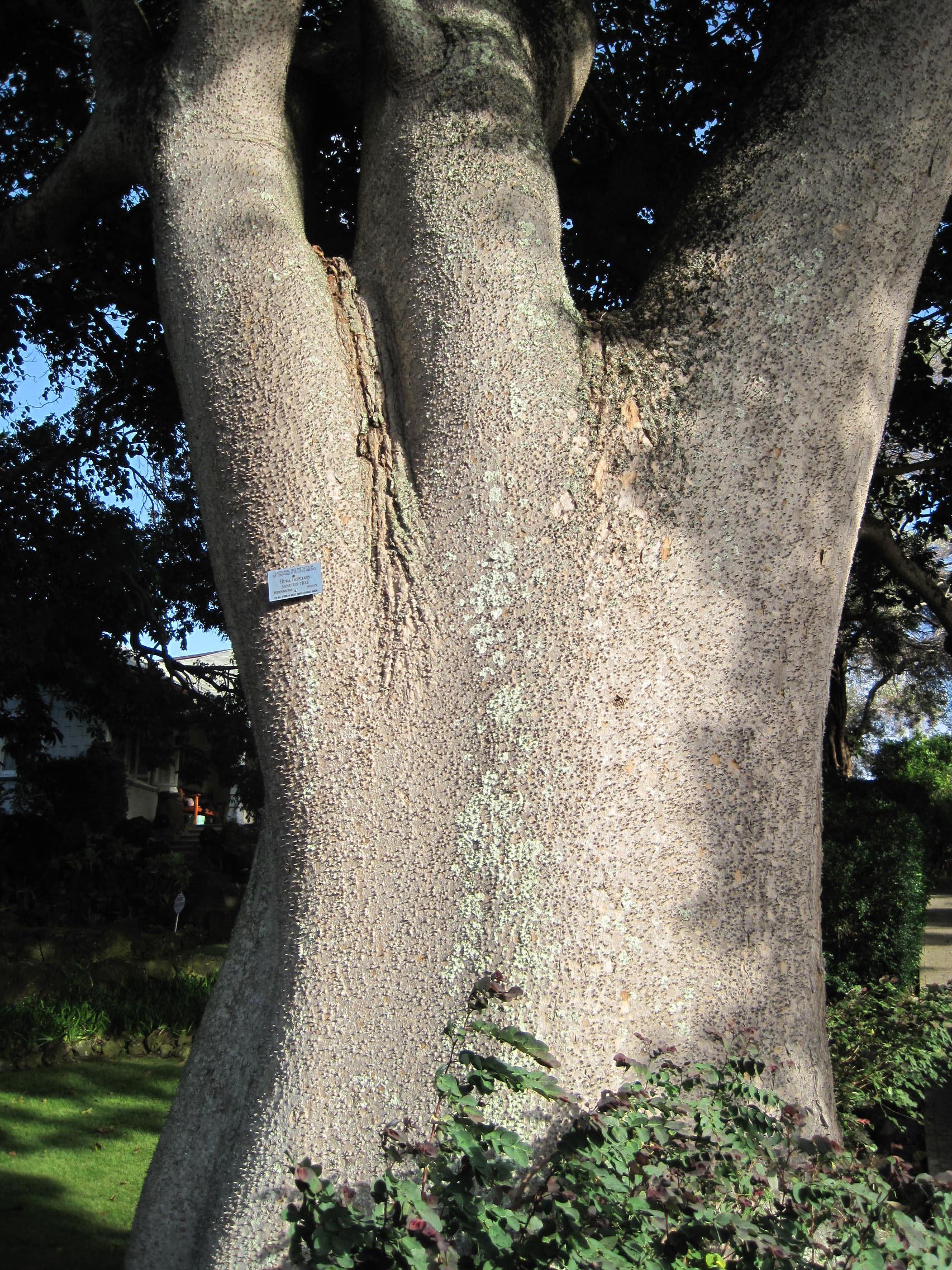
Tronc espinós d'Hura crepitans